# باینگان
بایَنگان یا بایِنْگان یکی از شهرهای استان کرمانشاه در غرب ایران است. این شهر در بخش باینگان شهرستان پاوه قرار دارد. بایِنْگان، یا بایَنگان، بخش و شهری در استان کرمانشاه و از توابع شهرستان پاوه است. بانیکان نیز ظاهراً صورت تصحیف شده این کلمه است که گاه در منابع رسمی دیده می‌شود.
بایَنگان یکی از شهرهای سردسیر شهرستان پاوه و اورامانات است. شهر مرزی باینگان در ۱۲۰ کیلومتری شمال‌غربی کرمانشاه واقع است.

## جغرافیا
این شهر مرکز بخش باینگان است و در ۲۴ کیلومتری جنوب غربی پاوه، در منطقه‌ای کوهستانی، با ارتفاع ۱۱۵۵متر از سطح دریا، و در ۳۵ عرض شمالی و ۴۶ و ۱۵ طول شرقی قرار گرفته‌است. شهر در منطقه پای‌کوهی قرار گرفته، و کوه‌های شاهو، راگا و ماکوان مشرف بر آن است. دره زیبای سهور در شمال شهر واقع، و شعبه‌ای از رود مرّه خیل در آن جاری است. رود چم‌مره‌خیل از جنوب باینگان می‌گذرد و به رود مرزی سیروان می‌ریزد. چشمه‌های دائمی چاوگ و گرماب در نزدیکی شهر واقع است و مردم از آب آنها، از طریق لوله‌کشی، استفاده می‌کنند. آب و هوای باینگان نسبتاً معتدل و نیمه مرطوب است و درجه سرمای آن تا(۱۶-درجه سانتیگراد) نیز گزارش شده، و میزان بارش سالانه تا ۱۵۹۰ میلی‌متر به ثبت رسیده‌است. باینگان در اوایل دهه سال ۱۳۳۰ بالغ بر ۵۳۸ نفر بود که در سال ۱۳۷۰ به ۱۴۷۷ نفر که شامل ۲۹۸ خانوار بوده و در سال ۱۳۷۵ به ۱۸۶۶ نفر که شامل ۳۹۸ خانوار بوده که ترکیب جنسیتی آن به ۹۵۶ مرد و ۹۱۰ زن افزایش یافت. نسبت‌های باسوادی و اشتغال سال ۱۳۷۵ در این شهر به ترتیب حدود ۹۱/۷۸٪ و ۴۶/۲۴٪ ثبت شده‌است. این شهر در ۱۳۶۷ش ۲۰۴ خانوار بهره‌بردار باغداری داشته‌است.

## اقتصاد
درآمد مردم این بخش برپایه دامداری، باغداری و کارگری ساده‌ است. آب باغداری بخش باینگان از رودخانه، چاه‌های عمیق و چشمه تأمین می‌شود. انواع محصولات باغداری، پرورش طیور به طریق سنتی، فراورده‌های دامی و لبنی - که جنبه صادرات نیز دارد - و صنایع دستی، از اهم تولیدات این منطقه به‌شمار می‌رود. در سال ۱۳۶۶ این بخش دارای ۱۰۶۲خانوار که شامل ۴۹۲۵نفر عشایر کوچنده ییلاقی و ۱۱۲۳ خانوار که شامل ۸۶۴۵ نفر عشایر کوچنده قشلاقی - از ایل کرد نژاد جاف - بوده‌است.

## مردم

### آیین و زبان
اهالی باینگان از اهل سنت (شافعی) هستند و زبان‌شان کردی است که به لهجه سورانی تکلم می‌کنند. در خلال جنگ عراق و ایران، باینگان از جمله مناطقی بود که آسیب فراوان دید و ۵۰٪ از ساختمان‌های این بخش ویران شد و بیشتر روستاهای آن از سکنه تهی گردید.

### جمعیت
بر پایه سرشماری عمومی نفوس و مسکن در سال ۱۳۹۵ جمعیت آن ۱٬۵۱۳ نفر (۴۵۷ خانوار) بوده‌است.

## پیشینه
قدمت تاریخی شهر به پیش از اسلام بازمی‌گردد چنانچه مسجد جامع باینگان توسط عبدالله بن عمر بن خطاب(رض) هم‌زمان با دو مسجد روستای زردویی و تین پی ریزی شده‌است. طوایف «بادینانِ» عراق، هسته اولیه جمعیت باینگان را تشکیل می‌داده، و شهر کنونی، ییلاق آن‌ها محسوب می‌شده‌است. به تدریج طوایفی در این محل ساکن شدند و نام آن را از بادینان به بانیکان و سپس به باینگان تغییر دادند. باینگان از قدیم‌الایام مهد و کانون افرادی مخلص چون ملامحمد مهران دانش‌آموخته دانشگاه الازهر و عضو انجمن علمای اسلامی دولت عثمانی در استانبول ملا فتاح فرشید باینگانی معروف به امام شافعی ثانی و خلیفه حیدر حیدری باینگانی از پیران طریقت بوده‌است و حال نیز شهر از فیض وجود نوه خلیفه بزرگ به اسم حاج خلیفه محمد علی حیدری بهره‌مند است. علاوه بر افراد مذکور آرامگاه دو شخص روحانی دیگر به نام‌های شیخ احمد و پدر ایشان بابا میکائیل موجود است که هویت آنان به درستی مشخص نیست.  

## بخش باینگان

### آب وهوا
بخش باینگان یکی از بخش‌های سه‌گانه پاوه است که از شمال به نوسود و حومه پاوه، از جنوب به جوانرود و از غرب به کشور عراق محدود می‌شود. قسمت زیادی از خاک این بخش را ارتفاعات فراگرفته که شامل ماکوان، گزن، اوته، بَلْهَس، زردوئی، کله خانی، راگا، گَرمَزناب و شش دول است.
بخش باینگان شامل ۲ دهستان به نام‌های شیوسر و ماکوان است که این دو دهستان شامل روستاهای متعددی است که آمار آن‌ها به صورت زیر می‌باشد.
دهستان شیوه‌سر: که شامل روستاهای اریت، بانه وره، بله‌ای، ساتیاری، لاران علیا و لاران سفلی، مزیدی میرعبدلی، زرین چیا میوان
دهستان ماکوان: که شامل روستاهای تین، زردویی، سفیدآب، انجیرک باغی، دودان، سیمان، گوریگور، لشگرگاه و هرتا می‌باشد
گفتنی است، قرآنی که کتابت آن به حدود ۳۰۰ سال پیش بازمی‌گردد، در روستای میر عبدلی، یکی از آبادی‌های بخش باینگان نگهداری می‌شود.

### تقسیمات
بخش باینگان در حوضه شمال غربی استان کرمانشاه قرار گرفته‌است و آب و هوای نیمه مرطوب دارد. اهم رودهای آن شامل سیروان، زیمکان (۱۶۰ کیلومتر) که پس از پیوستن رود چم زریسک (آب زرشک) به آن به رودخانه سیروان می‌ریزد، لِیَله (۷۳ کیلومتر)، چَمِ مرّه خیل (۳۰ کیلومتر)، آب سفید برگ، آب خلیفه و آب لَرَن است. رودهای دودان و باینگان نیز در همین ناحیه جریان دارند.

### طبیعت
نواحی مختلف این بخش برای رویش انواع گیاهان دارویی و صنعتی مساعد است. در این منطقه کوهستانی جنگلهای تنک نیز دیده می‌شود. جانوران گوناگون و پرندگان مختلفی نیز حیات وحش این ناحیه را تشکیل می‌دهند.